# Unterseeboot 3505
Le Unterseeboot 3505 est un sous-marin allemand de type XXI utilisé par la Kriegsmarine pendant la Seconde Guerre mondiale. Il fut coulé dans le port de Kiel, le 3 avril 1945, lors d'un bombardement américain.

## Historique
Après sa mise en service, qui eut lieu le 7 octobre 1944, l'U-3505 fut seulement employé pour effectuer des missions d'entraînement au torpillage.
Ses deux seules missions officielles ont consisté à escorter la 8. Flottille du 7 octobre 1944 au 15 février 1945 durant une mission d'entraînement et d'escorter la 5. Flottille du 16 février au 3 avril 1945 lors d'une autre mission d'entraînement, mais cette dernière fut interrompue le 27 mars.
L'U-3505 devint néanmoins célèbre en sauvant des réfugiés allemands fuyant l'avancée de l'armée rouge à l'est. Son commandant, l'Oblt.z.S. Horst Willner, avait pris à son bord, à Danzig, son épouse Ursula, déguisée en matelot, ainsi que sa fille Barbara, alors âgée de trois mois, cachée dans un sac de marin, le 28 mars 1945. Ceci était une infraction au règlement et la loi martiale prévoyait la peine de mort lorsqu'on donnait la préférence à des proches. Après avoir quitté le port de Danzig, le sous-marin mit le cap à l'ouest, en direction de Gotenhafen où le commandant Willner prit encore à son bord 110 enfants et adolescents, majoritairement membres des jeunesses hitlériennes. Le navire put ensuite gagner Travemünde, où les réfugiés, ainsi que la famille du commandant, débarquèrent le 2 avril.
Le sous-marin rejoignit ensuite le port de Kiel, où il devait encore participer à des missions d'entraînement au torpillage. Mais le 3 avril 1945, vers 17 h 25, le navire fut coulé lors d'une mission de bombardement de la 8th USAAF sur la ville portuaire. L'U-3505 fut atteint du côté bâbord. Le télégraphiste fut mortellement blessé lors de l'impact, les trois autres membres d'équipage de garde, qui étaient alors à bord, survécurent.

### Sources
- (de) Cet article est partiellement ou en totalité issu de l’article de Wikipédia en allemand intitulé « U 3505 » (voir la liste des auteurs).